# Mokrane Bentoumi
Mokrane Bentoumi, né le 16 juin 2005 à Rouen (France), est un footballeur franco-algérien jouant au poste de milieu de terrain au SC Aubagne Air-Bel, en prêt du Havre AC.

## Biographie

### En club
Originaire de Rouen, Mokrane Bentoumi pratique le football dès l'âge de six ans près de sa ville natale, à Petit-Couronne. Il est ensuite reperé par le FC Rouen, qu'il rallie en 2014, avant de rejoindre les équipes de jeunes du Havre AC quatre ans plus tard. Performant sous ses nouvelles couleurs, il est annoncé comme l'un des gros potentiels du club dès l'âge de quinze ans. Il fait partie de l'équipe qui élimine le Paris Saint-Germain de la Coupe Gambardella en 2022.                                    
Le 15 mai 2023, alors qu'il est régulièrement titulaire avec les équipes de jeunes, il est convoqué pour la première fois dans le groupe professionnel par Luka Elsner lors d'un déplacement au FC Annecy, crucial pour la montée en Ligue 1. Il rentre dix minutes en fin de match et se montre particulièrement impactant, en déclanchant deux situations nettes pour son équipe. Il entre en jeu lors des deux matchs suivants, mais reste sur le banc lorsque Le Havre remporte le titre en Ligue 2 lors de la dernière journée face au Dijon FCO. Il remporte ainsi son premier trophée en professionnel.                                   
N'ayant aucun temps de jeu en équipe première sur l'ensemble de la saison suivante, il est prêté au FC Villefranche Beaujolais en août 2024. Le 6 décembre 2024, il marque son premier but en professionnel face au Dijon FCO en National. Il dispute onze rencontres au total lors de son prêt, pour un but inscrit.                                   
Le 13 août 2025, après avoir prolongé d'un an son contrat avec le club normand, il est à nouveau prêté en National, au SC Aubagne Air-Bel.                                   

### En sélection
Le 21 septembre 2022, il joue son premier match international avec l'équipe de France U18 face à l'Estonie, lors duquel il marque un but et délivre deux passes décisives. Il est sélectionné avec l'équipe de France U19 en septembre 2023. Il y inscrit son premier but face à la Hongrie.  

## Statistiques
| Saison                | Club                              | Championnat           | Championnat | Championnat | Championnat | Coupe(s) nationale(s) | Coupe(s) nationale(s) | Coupe(s) nationale(s) | Total | Total | Total |
| Saison                | Club                              | Division              | M.          | B.          | P.d.        | M.                    | B.                    | P.d.                  | M.    | B.    | P.d.  |
| 2022-2023             | Le Havre AC                       | Ligue 2               | 3           | 0           | 0           | -                     | -                     | -                     | 3     | 0     | 0     |
| 2023-2024             | Le Havre AC                       | Ligue 1               | -           | -           | -           | -                     | -                     | -                     | 0     | 0     | 0     |
| Sous-total            | Sous-total                        | Sous-total            | 3           | 0           | 0           | -                     | -                     | -                     | 3     | 0     | 0     |
| 2024-2025             | FC Villefranche Beaujolais (prêt) | National              | 10          | 2           | 0           | 1                     | 0                     | 0                     | 11    | 2     | 0     |
| 2025-2026             | SC Aubagne Air-Bel (prêt)         | National              | 0           | 0           | 0           | 0                     | 0                     | 0                     | 0     | 0     | 0     |
| Total sur la carrière | Total sur la carrière             | Total sur la carrière | 13          | 2           | 0           | 1                     | 0                     | 0                     | 14    | 2     | 0     |

## Palmarès
- Le Havre AC
  - Champion de France de Ligue 2 en 2023